# Melanogryllacris
Melanogryllacris is een geslacht van rechtvleugeligen uit de familie Gryllacrididae. De wetenschappelijke naam van dit geslacht is voor het eerst geldig gepubliceerd in 1937 door Karny.

## Soorten
Het geslacht Melanogryllacris  is monotypisch en omvat slechts de volgende soort:
- Melanogryllacris atrata (Walker, 1869)